# 富山市立新庄北小学校
富山市立新庄北小学校（とやましりつ しんじょうきたしょうがっこう）は富山県富山市にある公立小学校。
2010年4月、富山市で最も児童数が多かった新庄小学校の適正規模化を図るために分離、新設開校された。

## 建物概要
- 竣工年月 - 2010年1月末[3][4]
- 構造・規模	 - RC造（一部S造）地上3階建て[4]
- 延床面積 - 12,092.14m2[4]
- 総事業費 - 39億2,073万円[3]

小学校内には、新庄北公民館、新庄北地区センターも併設されている。採光屋根付きの前庭や吹き抜けのホールのほか、図書室やコンピュータ室、自習室が一体となったメディアセンターなどが設けられている。

## 沿革
- 2004年6月14日 - 新庄第二小学校（仮）の新設のため、新庄本町のゴルフ練習場『西銀座ゴルフ場』跡地に用地を所得[5][6]。
- 2010年4月6日 - 開校式および竣工式[3]。

## 通学区域
荏原、上飯野、上飯野新町一丁目～五丁目、新庄北町、新庄銀座一丁目～三丁目、新庄北部第1～第5、 新庄本町一丁目～二丁目、新庄町一丁目(2番 1～8号のみ)、手屋一丁目～三丁目、向新庄第４、 向新庄町一丁目(1番、18番 3,47号を除く)、向新庄町二丁目、向新庄町三丁目 (7番 22号旧:日俣は除く)、 向新庄町四丁目～八丁目、新庄町

## 進学先
- 富山市立新庄中学校